# Leon C. Phillips

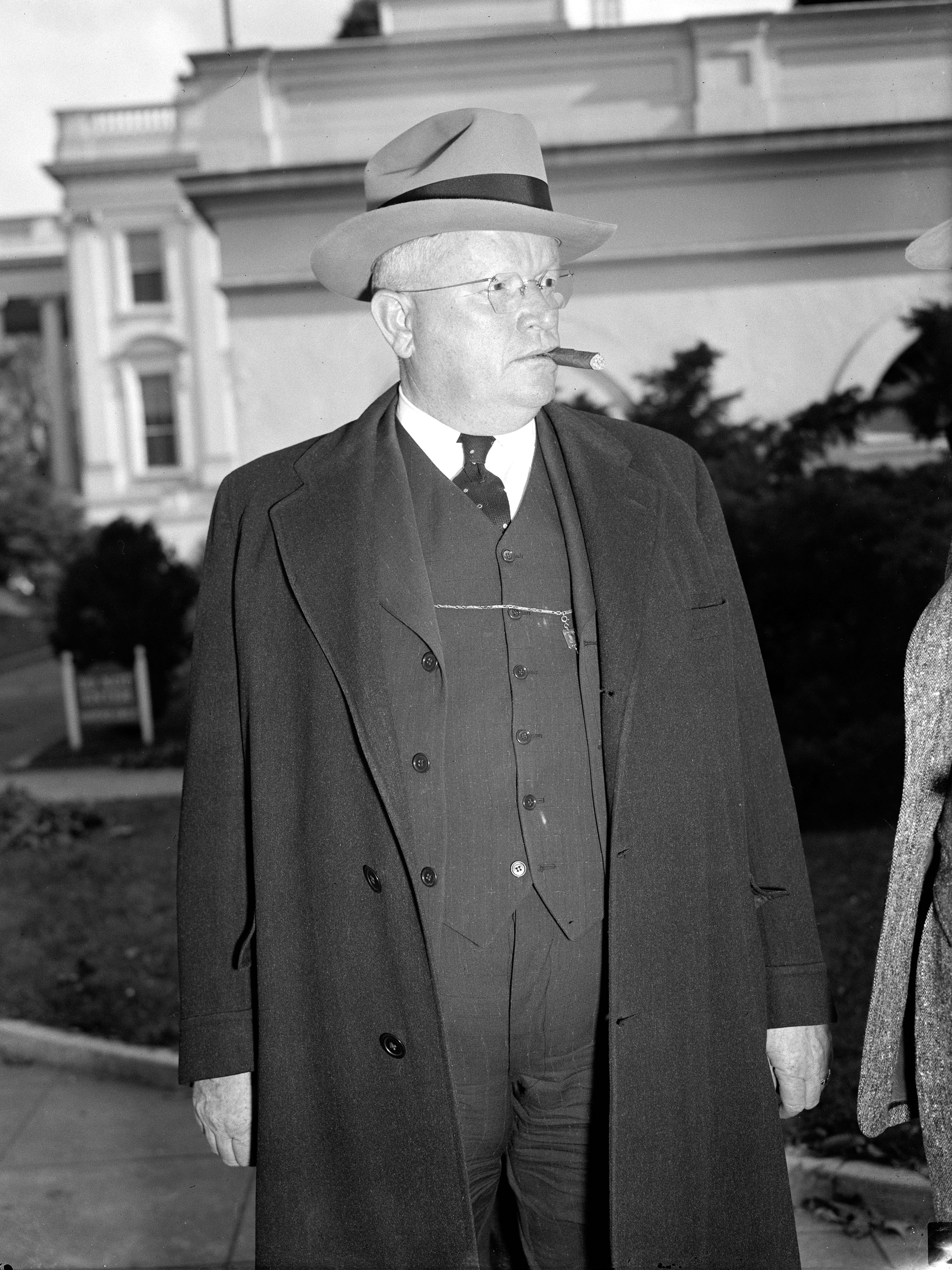
Leon C. Phillips (1938)

Leon Chase Phillips (* 9. Dezember 1890 im Worth County, Missouri; † 27. März 1958 in Okemah, Oklahoma) war ein US-amerikanischer Politiker (Demokratische Partei) und von 1939 bis 1943 der elfte Gouverneur des Bundesstaates Oklahoma.

## Frühe Jahre und politischer Aufstieg
Bereits im Alter von zwei Jahren kam Leon Phillips mit seinen Eltern in das Custer County im Oklahoma-Territorium. Dort besuchte er die öffentlichen Schulen und anschließend die Epworth University, die heutige University of Oklahoma. Dort machte er im Jahr 1916 auch einen juristischen Abschluss. Danach begann er in Okemah als Rechtsanwalt zu arbeiten. Während des Ersten Weltkrieges tat er in einem Ausbildungslager der Artillerie Dienst.
Zwischen 1922 und 1926 saß Phillips im Schulausschuss seiner Heimatstadt Okemah. Zwischen 1926 und 1932 gehörte er dem Wahlausschuss im Okfuskee County an. Von 1927 bis 1928 war er außerdem außerordentliches Mitglied des Obersten Gerichtshofes seines Staates und von 1932 bis 1938 war er Abgeordneter im Repräsentantenhaus von Oklahoma. Im Jahr 1935 war er Speaker des Hauses und seit 1937 Fraktionschef seiner Partei. Im Jahr 1938 wurde er zum neuen Gouverneur gewählt, wobei er sich mit 70:29 Prozent der Stimmen sehr deutlich gegen den Republikaner Ross Rizley durchsetzte.

## Gouverneur von Oklahoma
Phillips trat sein neues Amt am 9. Januar 1939 an. In seiner Amtszeit wurden Regierungsanleihen ausgegeben, um das Haushaltsdefizit abzubauen. Außerdem wurde ein Zusatz zur Staatsverfassung erlassen, der einen ausgeglichenen Haushalt vorschrieb. Phillips widersetzte sich dem Bau von Staudämmen. Er setzte sogar die Nationalgarde ein, um die Fertigstellung des Grand-River-Dammes zu verhindern. Allerdings wurde er in dieser Angelegenheit von einem Bundesgericht überstimmt. Hintergrund war seine Ablehnung der New-Deal-Politik von US-Präsident Franklin D. Roosevelt. Der zweite Teil seiner Amtszeit war von den Ereignissen des Zweiten Weltkrieges geprägt. Seit dem 7. Dezember 1941 befanden sich die Vereinigten Staaten im Kriegszustand. Auch in Oklahoma musste die Produktion auf den Rüstungsbedarf umgestellt werden, und junge Männer wurden zum Militär eingezogen. Dadurch wurden in diesem Land die letzten Folgen der Wirtschaftskrise überwunden. Zwischen 1940 und 1942 war Gouverneur Phillips auch Vorsitzender der Erdölunion amerikanischer Bundesstaaten (Interstate Oil Compact Commission). Im Jahr 1942 wechselte Phillips wegen seiner Opposition zu Roosevelts New-Deal-Politik die Seiten und unterstützte bei den Wahlen dieses Jahres die Republikanische Partei.
Nach dem Ende seiner Amtszeit zog sich Phillips aus der Politik zurück. Er war bis zu seinem Tod im Jahr 1958 in Okemah als Rechtsanwalt tätig. Leon Phillips war zweimal verheiratet und hatte insgesamt zwei Kinder.